# Chrīstos Gouiler
Chrīstos Gouiler (in greco Χρήστος Γουίλερ?; Limassol, 29 giugno 1997) è un calciatore cipriota, difensore dell'AEL Limassol.

## Palmarès

### Club

#### Competizioni nazionali
- Campionato cipriota: 1

APOEL: 2023-2024
- Coppa di Cipro: 2

Apollōn Limassol: 2015-2016
AEL Limassol: 2018-2019